# 多彩乡
多彩乡，是中华人民共和国青海省玉树藏族自治州治多县下辖的一个乡镇级行政单位。

## 行政区划
多彩乡下辖以下地区：
达生牧委会、当江荣牧委会、拉日牧委会和聂恰牧委会。